# Mauritius na Letnich Igrzyskach Olimpijskich 2020
Mauritius na Letnich Igrzyskach Olimpijskich 2020 reprezentowało ośmioro zawodników : sześciu mężczyzn i dwie kobiety. Był to dziesiąty start reprezentacji Mauritiusu na letnich igrzyskach olimpijskich.

## Skład kadry

### Badminton
| Zawodnik     | Konkurencja        | Faza grupowa               | Faza grupowa             | Faza grupowa     | Pozycja | 1/8              | Ćwierćfinały     | Półfinały        | Finał            | Finał   | Źródło            |
| Zawodnik     | Konkurencja        | Przeciwnik Wynik           | Przeciwnik Wynik         | Przeciwnik Wynik | Pozycja | Przeciwnik Wynik | Przeciwnik Wynik | Przeciwnik Wynik | Przeciwnik Wynik | Pozycja | Źródło            |
| ------------ | ------------------ | -------------------------- | ------------------------ | ---------------- | ------- | ---------------- | ---------------- | ---------------- | ---------------- | ------- | ----------------- |
| Georges Paul | gra pojedyncza (m) | Tsuneyama 0-2 (8-21, 6-21) | Coelho 0-2 (5-21, 16-21) | N\A              | 3.      | NQ               | NQ               | NQ               | NQ               | 15.     | [ 3 ] [ 4 ] [ 5 ] |

### Boks
| Zawodnik       | Konkurencja              | 1/16             | 1/8              | Ćwierćfinał      | Półfinał         | Finał            | Finał   | Źródło |
| Zawodnik       | Konkurencja              | Przeciwnik Wynik | Przeciwnik Wynik | Przeciwnik Wynik | Przeciwnik Wynik | Przeciwnik Wynik | Miejsce | Źródło |
| -------------- | ------------------------ | ---------------- | ---------------- | ---------------- | ---------------- | ---------------- | ------- | ------ |
| Richarno Colin | waga lekka mężczyzn      | Nadir W 4-1      | Mamiedow P 0-5   | NQ               | NQ               | NQ               | 9.      | [ 6 ]  |
| Merven Clair   | waga półśrednia mężczyzn | Sanford W 5-0    | Ishaish W 3-2    | Walsh P 1-4      | NQ               | NQ               | 5.      | [ 7 ]  |

### Judo
| Zawodnik      | Konkurencja | 1/16                | 1/8                 | Ćwierćfinał         | Półfinał            | Repasaże            | Finał / 3.miejsce   | Finał / 3.miejsce | Źródła |
| Zawodnik      | Konkurencja | Przeciwniczka Wynik | Przeciwniczka Wynik | Przeciwniczka Wynik | Przeciwniczka Wynik | Przeciwniczka Wynik | Przeciwniczka Wynik | Pozycja           | Źródła |
| ------------- | ----------- | ------------------- | ------------------- | ------------------- | ------------------- | ------------------- | ------------------- | ----------------- | ------ |
| Rémi Feuillet | -90 kg (m)  | Mukai P 00-10       | NQ                  | NQ                  | NQ                  | NQ                  | NQ                  | 17.               | [ 8 ]  |

### Lekkoatletyka
| Zawodnik             | Konkurencja           | Eliminacje | Eliminacje | Półfinał | Półfinał | Finał | Finał   | Źródło |
| Zawodnik             | Konkurencja           | Wynik      | Miejsce    | Wynik    | Miejsce  | Wynik | Miejsce | Źródło |
| -------------------- | --------------------- | ---------- | ---------- | -------- | -------- | ----- | ------- | ------ |
| Jérémie Lararaudeuse | 110 m przez płotki(m) | 14,03      | 7.         | NQ       | NQ       | NQ    | NQ      | [ 9 ]  |

### Pływanie
| Zawodnik        | Konkurencja          | Eliminacje | Eliminacje | Półfinał | Półfinał | Finał | Finał   | Źródło |
| Zawodnik        | Konkurencja          | Czas       | Miejsce    | Czas     | Miejsce  | Czas  | Miejsce | Źródło |
| --------------- | -------------------- | ---------- | ---------- | -------- | -------- | ----- | ------- | ------ |
| Mathieu Marquet | 100 m dowolnym (m)   | 53,56      | 60.        | NQ       | NQ       | NQ    | NQ      | [ 10 ] |
| Alicia Kok Shun | 100 m klasycznym (k) | 1:15,42    | 38.        | NQ       | NQ       | NQ    | NQ      | [ 11 ] |

### Podnoszenie ciężarów
| Zawodnik          | Konkurencja   | Rwanie | Rwanie  | Podrzut | Podrzut | Razem  | Pozycja | Źródło |
| Zawodnik          | Konkurencja   | Wynik  | Pozycja | Wynik   | Pozycja | Razem  | Pozycja | Źródło |
| ----------------- | ------------- | ------ | ------- | ------- | ------- | ------ | ------- | ------ |
| Roilya Ranaivosoa | -49 kg kobiet | 73 kg  | 12.     | 91 kg   | 11.     | 164 kg | 11.     | [ 12 ] |